# ناكاتوسا
ناكاتوسا  هي بلدية في اليابان، وبلدة في اليابان، تقع في كوتشي، ومقاطعة تاكاوكا، بلغ عدد سكانها 6,412  نسمة وذلك حسب إحصائيات سنة 2018، تبلغ مساحتها 193.28 كيلومتر مربع.